# Apogonichthyoides niger
Apogonichthyoides niger är en fiskart som först beskrevs av Döderlein, 1883.  Apogonichthyoides niger ingår i släktet Apogonichthyoides och familjen Apogonidae. Inga underarter finns listade i Catalogue of Life.